# Pseudolaticauda semifasciata
Laticauda semifasciata là một loài rắn trong họ Rắn hổ. Loài này được Reinwardt mô tả khoa học đầu tiên năm 1837.